# Toccata et fugue en fa majeur (BWV 540)

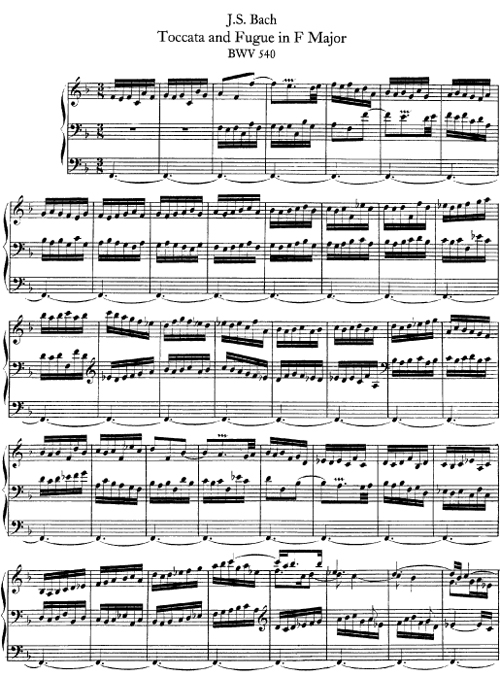
Partition de la toccata et fugue en fa majeur, BWV 540.

La Toccata et fugue en fa majeur, BWV 540, est une œuvre pour orgue de Jean-Sébastien Bach. La toccata a sûrement été écrite après 1714, et la fugue avant 1731. Il est probable que Bach ait réuni deux pièces distinctes pour créer cette œuvre.

## Structure

### Toccata
C'est l'une des pièces d'orgues les plus développées de Bach (438 mesures). Bâtie sur une cellule initiale évoquant celle de la Toccata « dorienne » (BWV 538), unique thème de toute l'œuvre, elle adopte une rythmique uniforme, flux régulier de doubles croches. on pourrait retrouver ici l'image sonore de l'eau courante, une signature musicale du compositeur - en allemand, Bach signifie « ruisseau ». Beaucoup plus élaborée que les pages similaires en ut majeur BWV 564 et en ré mineur BWV 565, c'est en fait plus un immense  prélude qu'une toccata (dépouillé des effets de virtuosité, traits ou récitatif, accords staccato, etc.).

### Fugue
Il s'agit en fait d'une double fugue, construite en trois parties : fugue sur le premier sujet, sur le second sujet, et enfin sur les deux précédents.

#### Fugue 1 (mes. 1-69)
Elle est constituée d'une exposition à quatre voix (mes. 1-29) et d'une réexposition (mes. 30-69). Le sujet est en relation des œuvres de la jeunesse de Bach : il apparaît comme le renversement de la Fugue en Fa mineur BWV 534. Empreint de gravité, c'est un motif chromatique marqué par le choral ou le motet.

#### Fugue 2 (mes. 70-128)
Elle se joue seulement aux claviers manuels. Le sujet est diatonique aux traits accentués, exposé à la dominante. Les quatre entrées se font sur trois voix (mes. 70-100).

#### Double fugue (mes. 128-170)
Après la rentrée du premier sujet, la basse fait entendre le second sujet, auquel se superpose, au soprano, le premier. Les deux sujets apparaîtront ainsi à cinq reprises et concluront ensemble la fugue.